# Термокарст
Термока́рст (от др.-греч. θέρμη — тепло и нем. Karst — карст) — процесс неравномерного проседания почв и подстилающих горных пород вследствие вытаивания подземного льда; просадки земной поверхности, образующиеся при протаивании льдистых мёрзлых пород и вытаивании подземного льда. В результате образуются воронки, провалы, аласы, золль, внешне напоминающие карстовые формы рельефа. Преимущественно распространён в области развития многолетнемёрзлых горных пород. Термин введён в обращение М. М. Ермолаевым.

## Условия развития термокарста
Необходимым условием развития термокарста является наличие подземных льдов в виде мономинеральных залежей или текстурообразующего льда в рыхлых отложениях. Достаточным условием для начала развития термокарста или причиной возникновения термокарста служит такое изменение теплообмена на поверхности почвы, при котором либо глубина сезонного оттаивания начинает превышать глубину залегания подземного льда или сильнольдистых многолетнемёрзлых пород, либо происходит смена знака среднегодовой температуры и начинается многолетнее оттаивание мёрзлых толщ.

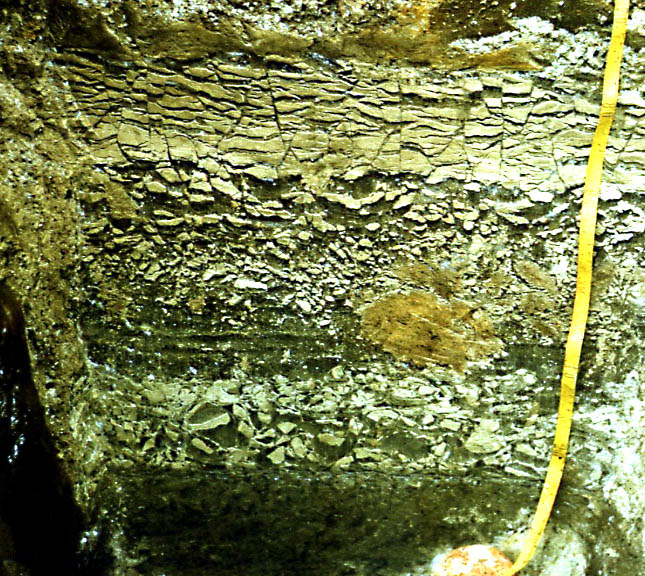
Высокольдистый верхний горизонт многолетнемёрзлых пород с атакситовой криотекстурой. Полуостров Ямал, Россия

## Процесс развития термокарста
Процесс развития термокарста по-разному протекает в случае оттока воды из термокарстовых понижений и в случае их обводнения. Если вода не скапливается в понижении (сточный термокарст), этот процесс носит затухающий характер. Там, где оттаявшие осадки оседают на дне в виде кочек и других блоков породы, закрывают не вытаявшую льдистую породу, затем заносятся мелкозёмом, зарастают и промерзают сверху и снизу, со стороны мёрзлой породы, термокарст обычно прекращается. Если же отложения сезонноталого слоя эродируются (выносятся водой), то вытаивание подземных льдов может возобновиться и прогрессивно развиваться. В этом случае термокарст обычно сопровождается процессом термоэрозии.
При зарождении бессточного термокарстового понижения процесс развивается иначе. Появление в понижении воды, аккумулирующей солнечное тепло, приводит к повышению температуры поверхности пород дна водоёма, что, в свою очередь, обычно приводит к увеличению глубины сезонноталого слоя. При этом происходит дальнейшее вытаивание подземного льда (ледяных жил, пластовых залежей) и углубление водоёма. В итоге это может привести к полному вытаиванию подземного льда и возникновению под водоёмом несквозного (при малой мощности мерзлоты — сквозного) подозёрного талика. Развитие бессточного термокарста возможно в любых, даже самых суровых, мерзлотных условиях.

## Формы термокарстового рельефа
Формы термокарстового рельефа и микрорельефа зависят от того, какие типы льдов и льдистых пород подвергаются оттаиванию, а также от особенностей распространения льда в мёрзлых породах, форм их локализации и т. д. В Западной Сибири, где термокарст развивается главным образом на участках, содержащих пластовые залежи подземных льдов, термокарстовые котловины называются хасыреями. В Якутии такие котловины, образовавшиеся при вытаивании пород «ледового комплекса» с повторно-жильными льдами, носят название аласов. Если вытаивание жил происходит при хорошем оттоке воды, а блоки пород, вмещающие жилы льда, сложены малольдистыми достаточно прочными породами, то формируются останцы пород — байджерахи.

## Распространение термокарстовых форм рельефа
Термокарстовые формы рельефа наиболее широко распространены в субарктическом поясе северных приморских низменностей. С удалением на юг признаки развития процесса постепенно затухают. За пределами термокарста встречаются реликтовые термокарстовые формы рельефа, часто существенно преобразованные процессами денудации, эрозии и т. д.